# Cinema 180

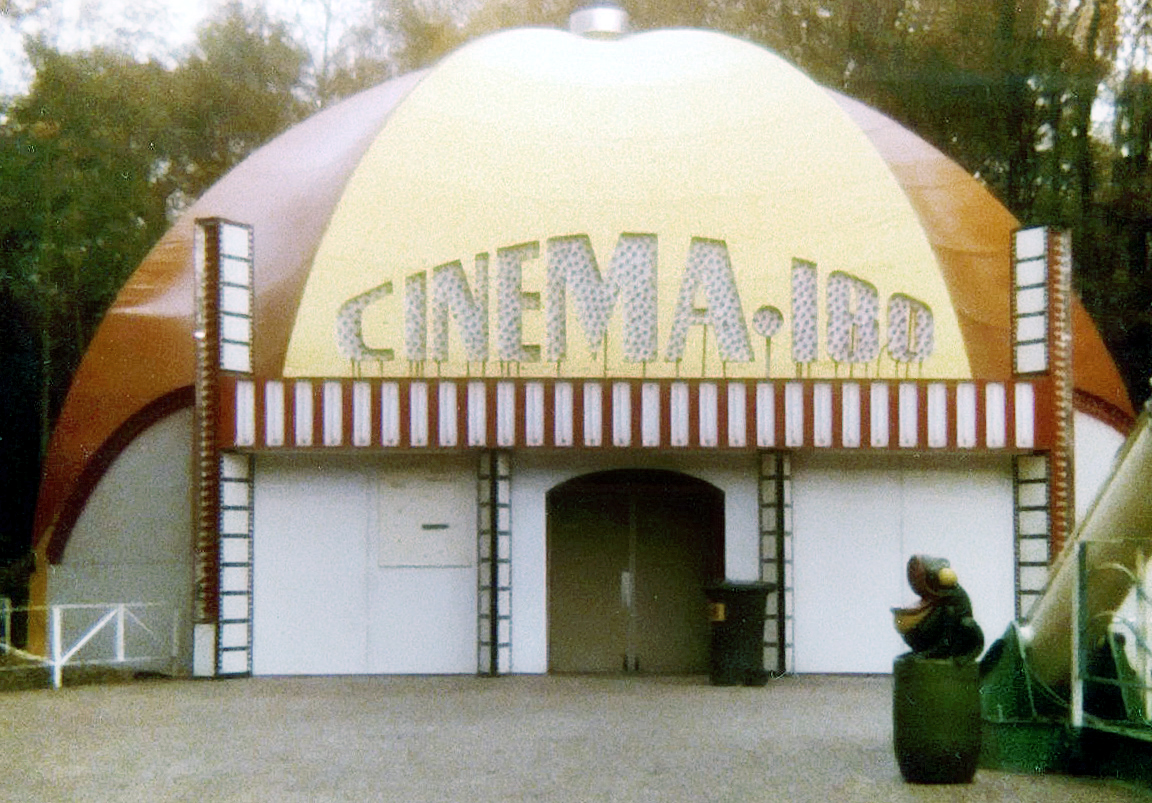
Cinema 180 på Traumlandpark, 1979

Cinema 180 är ett format för ståuppbiograf som introducerades 1979 som attraktion på nöjesfälten världen över. Det var 11–20 minutersfilmer med bland annat helikopterflygningar, berg- och dalbaneåkningar, biljakter och turer med bergbanan i San Francisko visas. Formatets fulla namn är Omnivision Cinema 180, samma som 65/70 med skillnaden att fisheyeoptik används på kamera och projektor för att täcka den 180 grader välvda planetariska projektionsduken. Detta tillsammans med att storleken på och det nära avståndet till duken gör att hela näthinnan täcks av bilden från alla håll och det att man står upp helt på egna ben utan något stöd på ett stort golv lurar stundvis balanssinnet ordentligt. Speciellt då hastigheten på filmen ofta ökas och ett kraftigare ljud läggs till vid exempelvis en inbromsning. Tekniken är baserad på 1958 Cinetarium Dome Cinema (195 grader) med 35 mm film och 4-kanals magnetiskt ljud.

## USA
Formatet startade i Sarasota, Florida, och designades för att konkurrera med formatet Omnimax. Den sista Omnivisionbiografen i USA idag är The Alaska Experience Theatre i Anchorage, Alaska, byggd 1981.

## Sverige
Formatet beskrevs som en framtidsbio när den kom. Liseberg hade det under originalbenämningen till och med år 1987 då Furuviksparken köpte den. Gröna Lund kallade sin biograf för Cinema 2000 tills år 1990 då spökhuset tog över dess lokaler.

## Finland
Särkänniemi äventyrspark i Tammerfors hade en biograf från 1981 till 2004. Första året användes 3D-glasögon.

## Nya Zeeland
Hade sin attraktion kvar tills 2015 då biografsalongen blev förstörd och pengar inte fanns för återuppbyggnad.

## Tyskland
En av de få filmproducenterna för formatet fanns i Tyskland, Cinevision (idag AKPservices GmbH, Paderborn).

## Filmer
- Crazy Wheels (Erster Film, 1979)
- Pabeon (1992)
- Flight 747
- Horizons
- Wild Wild West
- Blockbuster
- Cavalcade of Thrills
- Colossus
- Thrills of America
- International Thrill Show
- Powerspeed (CINEVISION)
- Brasil (CINEVISION)
- Thriller 2000 (1985 - CINEVISION)
- Magic Florida (1994 - CINEVISION)